# Kreis Lyck

Der Kreis Lyck in den Grenzen von 1818 bis 1945

Der Kreis Lyck war ein preußischer Landkreis in Ostpreußen, der von 1818 bis 1945 bestand. Er lag im Bereich der Lycker Seenplatte. Die Stadt Lyck war die Kreisstadt des Kreises.

## Verwaltungsgeschichte

### Königreich Preußen

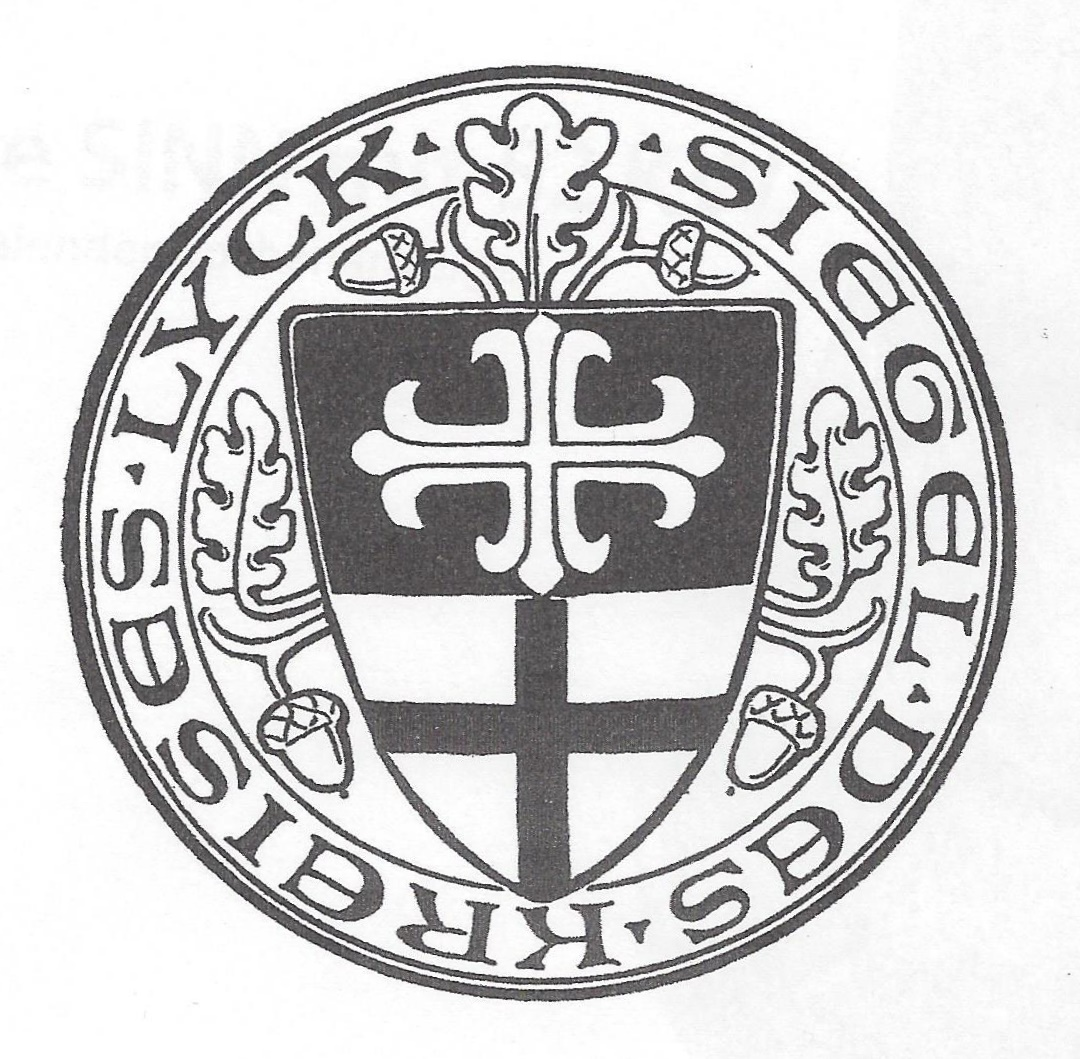
Siegel des Kreises Lyck (1933)

Das Gebiet des Kreises Lyck gehörte seit der ostpreußischen Kreisreform von 1752 zu dem damaligen Kreis Oletzko. Im Rahmen der preußischen Verwaltungsreformen ergab sich mit der „Verordnung wegen verbesserter Einrichtung der Provinzialbehörden“ vom 30. April 1815 die Notwendigkeit einer umfassenden Kreisreform in ganz Ostpreußen, da sich die 1752 eingerichteten Kreise als unzweckmäßig und zu groß erwiesen hatten. Zum 1. September 1818 wurde im Regierungsbezirk Gumbinnen aus dem mittleren Teil des Kreises Oletzko der neue Kreis Lyck gebildet. Dieser umfasste die Kirchspiele Borszymmen, Grabnick, Kallinowen, Klaussen, Lyck, (Neu) Jucha, Ostrokollen, Pissanitzen und Stradaunen. Das Landratsamt war in Lyck.
Seit dem 3. Dezember 1829 gehörte der Kreis – nach dem Zusammenschluss der Provinzen Preußen und Westpreußen – zur neuen Provinz Preußen mit dem Sitz in Königsberg i. Pr.

### Norddeutscher Bund und Deutsches Reich

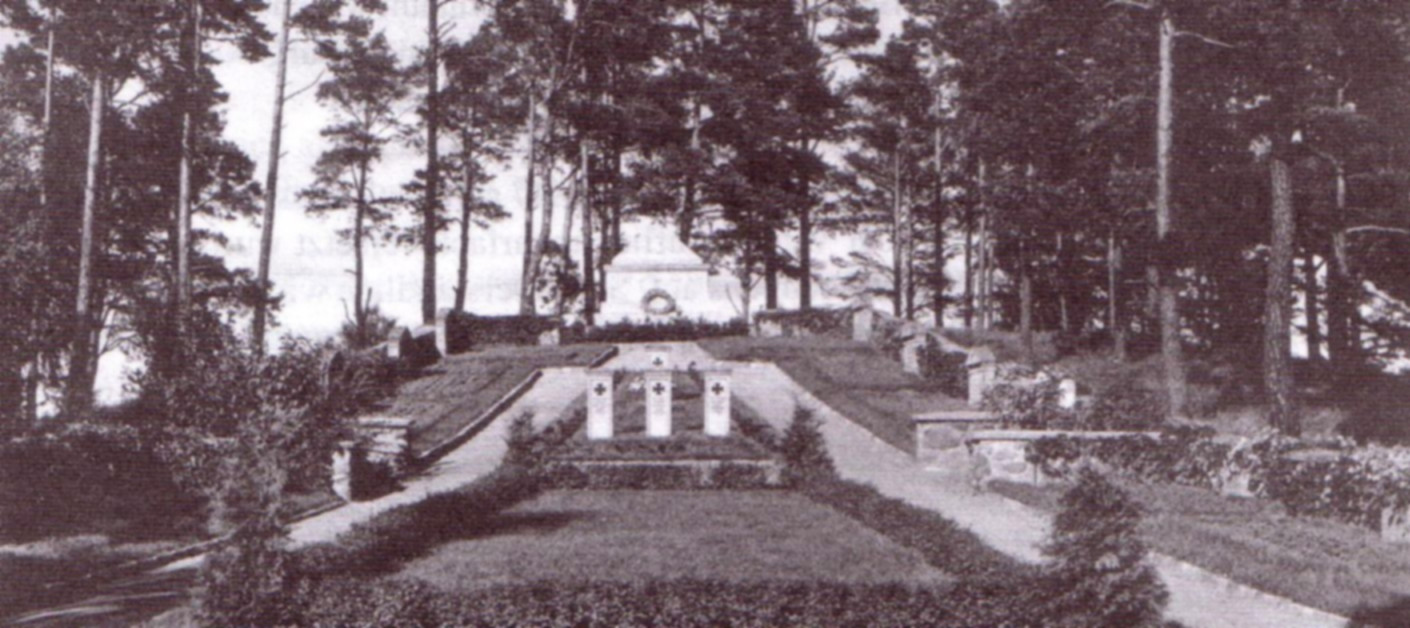
Kreisehrendenkmal bei Thalussen

Seit dem 1. Juli 1867 gehörte der Kreis zum Norddeutschen Bund und ab dem 1. Januar 1871 zum Deutschen Reich. Nach der Teilung der Provinz Preußen in die Provinzen Ostpreußen und Westpreußen wurde der Kreis Lyck am 1. April 1878 Bestandteil Ostpreußens. Mit dem 1. November 1905 trat der Kreis Lyck zum neugebildeten Regierungsbezirk Allenstein.
Am 1. Juli 1909 wurden die Landgemeinde Groß Czymochen und der Gutsbezirk Czymochen aus dem Kreis Lyck in den Kreis Oletzko umgegliedert. Nach dem Ende des Ersten Weltkriegs stimmte die Bevölkerung in den Volksabstimmungen in Ost- und Westpreußen am 11. Juli 1920 über einen Verbleib des Kreises bei Ostpreußen oder den Anschluss an Polen ab. Im Kreis Lyck entfielen 36.534 Stimmen auf den Verbleib in Ostpreußen und 44 auf den Anschluss an Polen.
Zum 30. September 1928 fand im Kreis Lyck entsprechend der Entwicklung im übrigen Freistaat Preußen eine Gebietsreform statt, bei der alle Gutsbezirke bis auf einen aufgelöst und benachbarten Landgemeinden zugeteilt wurden.
Im Frühjahr 1945 wurde das Kreisgebiet durch die Rote Armee besetzt und anschließend der Volksrepublik Polen zur Verwaltung  überlassen. Am 6. April 1945 wurde die polnische Flagge auf dem Landratsamt in Lyck gehisst und das Kreisgebiet am 7. Juli 1945 der Woiwodschaft Białystok zugeordnet, noch bevor das Potsdamer Abkommen vom 2. August 1945 die Gebiete östlich der Oder-Neiße-Grenze unter polnische Verwaltung stellte. Soweit die deutsche Bevölkerung nicht geflohen war, wurde sie in der Folgezeit größtenteils aus dem Kreisgebiet vertrieben.

## Bevölkerung
| Jahr | Einwohner                                              | Quelle |
| ---- | ------------------------------------------------------ | ------ |
| 1818 | 24.146                                                 | [ 5 ]  |
| 1846 | 34.330                                                 | [ 6 ]  |
| 1871 | 45.699                                                 | [ 7 ]  |
| 1890 | 54.804, davon 857 Katholiken, 357 Juden (39.000 Polen) | [ 8 ]  |
| 1900 | 54.222, davon 52.163 Evangelische, 1.195 Katholiken    | [ 8 ]  |
| 1910 | 55.579, davon 52.712 Evangelische, 1.818 Katholiken    | [ 8 ]  |
| 1925 | 58.425                                                 | [ 8 ]  |
| 1933 | 57.865                                                 | [ 8 ]  |
| 1939 | 56.129                                                 | [ 8 ]  |

## Politik

### Landräte
| - 1818–183700Ernst von Kannewurf - 1837–184300Carl Emil Willwodinger - 1843–185100Anton von Wegnern (1809–1891) - 1851–185200Julius August Lauterbach († 1858) (kommiss.) - 1852–185300Rudolf von Kannewurff (1804–1858) - 1853–185700Rudolf von Marschall (1820–1890) (kommiss.) - 1857–186600Hermann von Brandt (1828–1902) - 1866–186700von Trotta gen. von Treyden (kommiss.) - 1867–187500Eugen Drewello (1825–1876) - 1875–188800Robert von der Marwitz (1837–1897) | - 1888–189900Karl von der Groeben - 1893–189400Max Tappenbeck († 1902) (vertretungsweise) - 1900–190500Franz Behrend († 1918) - 1905–191300Georg Wilhelm Suermondt (1868–1943) - 1913–192800Max Peters (1878–1934) - 1928–193500Ernst Adolf Döbereiner (1892–1945) - 1935–193900Hermann Knispel - 1939–194300Dietrich von Ploetz - 1942–194500Hermann Knispel (vertretungsweise) |

### Wahlen
Im Deutschen Kaiserreich bildete der Kreis Lyck zusammen mit den Kreisen Johannisburg und Oletzko den Reichstagswahlkreis Gumbinnen 6.

### Kommunalverfassung
Der Kreis Lyck gliederte sich in eine Stadt, in Landgemeinden und – bis zu deren nahezu vollständigem Wegfall – in Gutsbezirke. Mit Einführung des Preußischen Gemeindeverfassungsgesetzes vom 15. Dezember 1933 gab es ab dem 1. Januar 1934 eine einheitliche Kommunalverfassung für alle Gemeinden. Die Preußische Staatsregierung verlieh dem Kreis 1933 ein Siegel. Gezeichnet wurde es von Otto Hupp. Mit Einführung der Deutschen Gemeindeordnung vom 30. Januar 1935 trat zum 1. April 1935 die im Deutschen Reich gültige Kommunalverfassung in Kraft, wonach die bisherigen Landgemeinden nun als Gemeinden bezeichnet wurden. Diese waren in Amtsbezirken zusammengefasst. Eine neue Kreisverfassung wurde nicht mehr geschaffen; es galt weiterhin die Kreisordnung für die Provinzen Ost- und Westpreußen, Brandenburg, Pommern, Schlesien und Sachsen vom 19. März 1881.

## Gemeinden
Nach den Gebietsreformen der 1920er Jahre umfasste der Kreis Lyck bis 1945 die Stadt Lyck und 157 weitere Gemeinden:
| - Alt Krzywen - Baitkowen - Ballamutowen - Barannen - Bartossen - Biallojahnen - Bienien - Birkenwalde - Blumental - Bobern - Borken - Borschymmen - Chelchen - Chroscziellen - Chrzanowen - Czerwonken - Czynczen - Deumenrode - Dluggen - Dlugossen - Dobrowolla - Dorntal - Dorschen - Duttken - Ebenfelde - Eichensee - Finsterwalde - Gaylowken - Geigenau - Giesen - Gingen - Glinken | - Goldenau - Gollubien - Gollupken - Gorlen - Gorlowken - Gorzekallen - Grabnick - Gronsken - Groß Lasken - Groß Malinowken - Grünsee - Gusken - Hellmahnen - Hennenberg - Herrnbach - Iwaschken - Jendreyken - Jucha - Judzicken - Kallenczynnen - Kallinowen - Kaltken - Karbowsken - Kielen - Klaussen - Klein Lasken - Klein Rauschen - Kobylinnen - Kolleschnicken - Königswalde - Kozycken - Kreuzborn | - Kulessen - Kutzen - Langsee - Laschmiaden - Lepacken - Lipinsken, Ksp. Klaussen - Lipinsken, Ksp. Ostrokollen - Loyen - Lyck, Stadt - Lysken - Lyssewen - Maaschen - Makoscheyen - Malkiehnen - Martinshöhe - Mikolaiken - Millewen - Moldzien - Monczen - Monken - Mostolten - Mrossen - Mylucken - Mylussen - Neuendorf - Niedzwetzken - Niekrassen - Nußberg - Ogrodtken - Olschöwen - Ostrokollen - Pietraschen | - Plotzitznen - Plowczen - Popowen - Prawdzisken - Prostken - Regeln - Renkussen - Reuschendorf - Rogallen - Romanken - Romanowen - Rosinsko - Rostken, Ksp. Baitkowen - Rostken, Ksp. Klaussen - Rumeyken - Rundfließ - Rydzewen - Saborowen - Sanien - Sareyken - Sarken - Sawadden - Schedlisken - Schikorren, Ksp. Ostrokollen - Schnepien - Sdeden - Sdunken - Seedorf - Seefrieden - Seeheim - Seliggen - Sentken | - Sieden - Skomatzko - Skomentnen - Soczien - Soffen - Sokolken - Soltmahnen - Sordachen - Statzen - Steinberg - Stosznen - Stradaunen - Sutzken - Sybba - Sypittken - Szczudlen - Talken - Thalussen - Thurowen - Wachteldorf - Wellheim - Wierzbowen - Wischniewen - Wittenwalde - Woszellen - Wyssocken - Zappeln - Zeysen - Zielasen - Zielasken |

Im Kreis lag außerdem der gemeindefreie Gutsbezirk Forst Drygallen.
Vor 1945 aufgelöste Gemeinden
| - Alt Jucha, am 30. September 1928 zu Jucha - Brodowen, 1895 zu Klein Lasken - Bsdziellen, 1902 zu Mostolten - Buczilowen, 1895 zu Makoscheyen - Buczken, am 25. Juni 1895 zu Seliggen - Burnien, am 13. Juni 1927 zu Krzysewen - Bzdziellen, 1903/07 zu Mostolten - Czybulken, am 1. April 1931 zu Kulessen - Dlugochorellen, am 8. Mai 1897 zu Langsee - Dlugoniedziellen, am 4. November 1893 zu Dluggen - Downaren, am 8. Mai 1897 zu Langsee - Gollubien A, am 30. September 1928 zu Gollubien - Gollubien B, am 30. September 1928 zu Gollubien - Groß Czymochen, am 1. Juli 1909 zum Kreis Oletzko | - Groß Lepacken, 1896 zu Lepacken - Groß Skomentnen, 1893 zu Skomentnen - Jebramken, 1895 zu Klein Lasken - Klein Lepacken, 1896 zu Lepacken - Klein Skomentnen, 1893 zu Skomentnen - Kowahlen, am 20. Februar 1896 zu Maaschen - Kußmen, 1896 zu Monczen - Leegen, am 1. Januar 1929 zu Sentken - Madeyken, 1896 zu Moldzien - Neu Jucha, am 30. September 1928 zu Jucha - Oratzen, am 30. September 1928 zu Wittenwalde - Ropehlen, am 1. Januar 1929 zu Sentken - Szameyten, am 30. September 1928 zu Wittenwalde - Trenkowsken, am 3. Juni 1896 zu Pientken |

## Ortsnamen
1938 setzten die Nationalsozialisten im Kreis Lyck, wie in ganz Ostpreußen, umfangreiche Umbenennungen durch, da ihnen zahlreiche Ortsnamen nicht deutsch genug erschienen. Die neuen Bezeichnungen waren lautliche Angleichungen, Übersetzungen oder freie Erfindungen. Auch in den Jahren zuvor hatte es schon eine Reihe von Umbenennungen gegeben.
| - Alt Czymochen (ab 1929:) Finsterwalde - Alt Krzywen (ab 1936:) Alt Kriewen - Baitkowen: Baitenberg - Ballamutowen (ab 1934:) Giersfelde - Barannen: Keipern - Bartossen: Bartendorf - Biallojahnen (ab 1935:) Weißhagen - Bienien: Binien - Borszymmen (ab 1936: Borschymmen): Borschimmen - Brodowen: Broden - Buczken: Kleinseliggen - Chelchen: Kelchendorf - Chroscziellen (ab 1933:) Kreuzfeld - Chrzanowen (ab 1933:) Kalkofen - Czerwonken (ab 1932:) Rotbach - Cziernien (ab 1929:) Dorntal - Cziessen (ab 1908:) Seeheim - Czynczen: Zinschen - Dluggen: Langenhöh - Dlugochorellen (ab 1897:) Langsee - Dlugossen: Langheide - Dobrowolla (ab 1925:) Willenheim - Dombrowsken (ab 1927:) Eichensee - Duttken: Petzkau - Gaylowken: Gailau - Gollubien A (ab 1928:) Gollubien: Gollen - Gollubien B (ab 1928:) Gollubien: Gollen - Gollupken: Lübeckfelde - Gorczitzen (ab 1928:) Deumenrode - Gorlen: Aulacken - Gorlowken: Gorlau - Gorzekallen: Gortzen - Gronsken: Steinkendorf - (Groß) Lepaki: Ramecksfelde - Groß Malinowken: Großschmieden - Groß Mrosen (ab 1929:) Mrossen, (ab 1938:) Schönhorst (Ostpr.) - Iwaschken: Hansbruch - Jendreyken: Andreken - Jesziorowsken (ab 1926:) Seedorf - Jucha: Fließdorf - Judzicken: Gutenborn - Kallenczynnen: Lenzendorf - Kallinowen: Dreimühlen - Kaltken: Kalthagen - Karbowsken: Siegersfeld - Karlewen: Karlshöfen - Katrinowen: Katrinfelde - Kiehlen: Kielen - Klein Krzywen (ab 1929:) Grünsee - Klein Lepacken: Kleinramecksfelde - Klein Malinowken: Kleinschmieden - Kobylinnen: Kobilinnen - Kokosken (ab 1930:) Hennenberg - Kolleschnicken: Jürgenau - Kozycken (ab 1935:) Selmenthöhe - Krolowolla (ab 1926:) Königswalde - Krupinnen: Kleinwittingen - Krzysewen (ab 1928:) Kreuzborn - Krzywen (ab 1907:) Rundfließ - Laszmiaden (ab 1936:) Laschmiaden, (ab 1938:) Laschmieden - Lipinsken (Kirchspiel Klaussen) (ab 1935:) Seebrücken - Lipinsken (Kirchspiel Ostrokollen) (ab 1935:) Lindenfließ - Loyen: Loien - Lysken: Lisken - Lyssewen: Lissau (Ostpr.) - Maaschen: Maschen (Ostpr.) - Makoscheyen: Ehrenwalde - Malkiehnen: Malkienen - Malleczwen: Maletten | - Marczynowen (ab 1928:) Martinshöhe - Miechowen: Niederhorst - Mikolaiken: Thomken - Millewen: Millau - Moldzien: Mulden - Monczen: Montzen - Mylucken: Milucken - Mylussen: Milussen - Niedzwetzken (ab 1936:) Wiesengrund (Ostpr.) - Niekrassen: Krassau - Ogrodtken: Kalgendorf - Olschöwen: Frauenfließ - Oratzen (ab 1928:) Wittenwalde - Orzechowen (ab 1924:) Nußberg - Ostrokollen: Scharfenrade - Panistrugga (ab 1927:) Herrnbach - Piasken (ab 1927:) Klein Rauschen - Pientken (ab 1926:) Blumental - Pietraschen (Dorf): Petersgrund (Ostpr.) - Pietraschen (Gut): Petersgrund (Ostpr.) - Pissanitzen: (ab 1926:) Ebenfelde - Pistken: Kröstenwerder - Plotzitznen: Bunhausen - Plowczen: Plötzendorf - Popowen: Wittingen (Ostpr.) - Prawdzisken (ab 1934:) Reiffenrode - Przepiorken (ab 1926:) Wachteldorf - Przykopken (ab 1926:) Birkenwalde - Przytullen (ab 1927:) Seefrieden - Regelnitzen: Regelnhof - Rogallicken: Kleinrosenheide - Romanken: Maihof (Ostpr.) - Romanowen: Heldenfelde - Rosinsko: Rosenheide - Rostken (Ksp. Baitkowen): Waiblingen (Ostpr.) - Rydzewen: Schwarzberge - Rymken: Riemken - Saborowen: Reichenwalde (Ostpr.) - Sanien: Berndhöfen - Sareyken: Sareiken - Sawadden (Dorf): Auglitten - Sawadden (Gut): Grenzwacht - Schedlisken: Sonnau - Schikorren (Ksp. Ostrokollen): Kiefernheide - Schikorren (Ksp. Stradaunen) (ab 1927:) Wellheim - Schnepien: Schnippen - Sdeden: Stettenbach - Sdunken: Ulrichsfelde (Ostpr.) - Skomatzko: Dippelsee - Skomentnen: Skomanten - Skrzypken (ab 1926:) Geigenau - Soczien: Kechlersdorf - Sokolken: Stahnken - Sordachen: Sorden - Stosznen (ab 1936:) Sprindenau - Sutzken (ab 1934:) Morgengrund - Sybba: Walden - Sypittken: Vierbrücken - Szameyten (ab 1928:) Wittenwalde - Szczeczinowen (ab 1925:) Steinberg - Szczudlen (ab 1936:) Georgsfelde - Thalussen: Talussen - Thurowen: Auersberg - Tratzen: Trabenau - Wierzbowen (ab 1932:) Wiersbowen: Waldwerder - Wischniewen: Kölmersdorf - Woszczellen (ab 1928: Woszellen): Neumalken - Wyssocken: Waltershöhe - Zielasen: Zielhausen - Zielasken: Schelasken |